# Betriebsnetz der kkStB
Das Betriebsnetz der k.k. Staatsbahnen umfasste einerseits eine Vielzahl verschiedener, vor der Verstaatlichung selbständiger Bahnen, aber auch von der kkStB selbst gebaute Strecken.
Die Strecken unterstanden den k.k. Staatsbahndirektionen und der k.k. Betriebsleitung Czernowitz.
Im Detail sind diese Bahnen im Folgenden aufgelistet.
Wenn nicht anders angegeben, handelt es sich um normalspurige Strecken mit 1435 mm Spurweite.

## k.k. österreichische Staatsbahnen
(nach heutigen Staaten geordnet; eine Strecke kann auch in mehreren Staaten aufscheinen)

### Strecken im heutigenItalien(ehem. KronländerKärnten,Grafschaft Görz,Triest,Istrien)
- Kronprinz-Rudolf-Bahn (KRB), auch im heutigen Österreich
- Tarvis–Pontafeler Bahn (Pontebba-Bahn)
- Triest-Herpelje-Istrianer Staatsbahn, auch in Kroatien und Slowenien

### Strecken im heutigenKroatien(ehem. KronländerDalmatien,Istrien)
- Lokalbahn Spalato-Sinj (Bosnische Spurweite)
- Dalmatiner Staatsbahn
- Triest-Herpelje-Istrianer Staatsbahn, auch in Italien und Slowenien

### Strecken im heutigenÖsterreich
- Arlbergbahn
- Linie Eisenerz–Vordernberg
- Kaiserin Elisabeth-Bahn (KEB)
- Hauptbahnnetz der k.k. priv. Kaiser Ferdinands-Nordbahn (KFNB), auch in Tschechien und Polen
- Lokalbahnnetz der k.k. priv. Kaiser Ferdinands-Nordbahn, auch in Tschechien
- Kaiser-Franz-Josephs-Bahn (KFJB), auch in Tschechien
- Karawankenbahn, auch im heutigen Slowenien
- Kremstalbahn (KRB)
- Lambach–Gmunden (Lokalbahn Lambach–Vorchdorf-Eggenberg und Traunseebahn)
- Staatsbahn Mürzzuschlag–Neuberg
- Niederösterreichische Südwestbahnen
- Österreichische Lokal-Eisenbahn-Gesellschaft (ÖLEG), auch im heutigen Tschechien
- K.k. priv. österreichische Nordwestbahn (ÖNWB), auch im heutigen Tschechien
- Pinzgauer Lokalbahn (Bosnische Spurweite)
- Kronprinz Rudolf-Bahn (KRB), auch im heutigen Italien
- Priv. österreichisch-ungarische Staats-Eisenbahn-Gesellschaft (StEG), auch in Tschechien
- Tauernbahn
- Staatsbahn Unterdrauburg–Wolfsberg, auch im heutigen Slowenien
- Vorarlberger Bahn
- Welser Lokalbahn

### Strecken in den heutigen StaatenPolenundUkraine(ehem. KronlandGalizien und Lodomerien)
- Hauptbahnnetz der k.k. priv. Kaiser Ferdinands-Nordbahn (KFNB), auch in Österreich und Tschechien
- Galizische Carl Ludwig-Bahn (CLB)
- Galizische Transversalbahn
- Halicz–Ostrów-Berezowica (endete südlich von Tarnopol)
- Stanislau–Woronienka–Kőrösmező
- Chodorów–Podwysokie
- Jasło–Rzeszów
- Eisenbahn Lemberg–Bełżec (Tomaszów)
- Stryj–Chodorów
- Tarnów–Leluchów (–Orló)
- Erzherzog Albrecht-Bahn

### Strecken im heutigenSlowenien(ehem. KronländerKärnten,Krain,Grafschaft Görz,Istrien)
- Karawankenbahn, auch im heutigen Österreich
- Wocheiner Bahn Jesenice/Aßling–Nova Gorica/Görz
- Linie Laibach–Stein
- Staatsbahn Unterdrauburg–Wolfsberg, auch im heutigen Österreich
- Triest-Herpelje-Istrianer Staatsbahn, auch in Italien und Kroatien

### Strecken im heutigenTschechien(ehem. KronländerBöhmen,Mähren,Österreichisch-Schlesien,Österreich unter der Enns)
- Böhmisch-Mährische Transversalbahn
- k.k. priv. Böhmische Nordbahn-Gesellschaft (BNB)
- Lokalbahn Budweis–Salnau
- k.k. priv. Böhmische Westbahn (BWB)
- Lokalbahn Časlau–Zawratetz-Třemošnitz
- k.k. priv. Dux–Bodenbacher Eisenbahn (DBE)
- Eisenbahn Pilsen–Priesen–(Komotau) (EPPK)
- Hauptbahnnetz der k.k. priv. Kaiser Ferdinands-Nordbahn (KFNB), auch in Österreich und Polen
- Lokalbahnnetz der k.k. priv. Kaiser Ferdinands-Nordbahn, auch in Österreich
- Priv. österreichisch-ungarische Staats-Eisenbahn-Gesellschaft (StEG), auch in Österreich
- Österreichische Lokal-Eisenbahn-Gesellschaft (ÖLEG), auch in Österreich
- k.k. priv. österreichische Nordwestbahn (ÖNWB), auch in Österreich
- k.k. priv. Süd-Norddeutsche Verbindungsbahn (SNDVB)
- Lokalbahn Freudenthal–Klein Mohrau
- Kaiser-Franz-Josephs-Bahn (KFJB), auch im heutigen Österreich
- Mährische Grenzbahn (MGB)
- Mährisch-Schlesische Centralbahn (MSCB)
- Prag–Duxer Eisenbahn (PD)
- Rakonitz–Protivíner Bahn
- Lokalbahn Röwersdorf–Hotzenplotz (Bosnische Spurweite)
- Mährisch Schildberg–Grulich
- Turnau–Kralup–Prager Eisenbahngesellschaft (bis 1882, dann BNB)
- Lokalbahn Bärn-Andersdorf–Hof (Bosnische Spurweite)
- Barzdorf–Jauernig
- Linie Beraun–Dušnik
- Staatsbahn Erbersdorf–Würbenthal
- Haugsdorf–Weidenau (bis 1911, dann Lenz & Co.)
- Lokalbahn Königshan–Schatzlar
- Staatsbahn Kriegsdorf–Römerstadt
- Niederlindewiese–Barzdorf

## Privatbahnen auf Rechnung des Staates
- k.k. priv. Böhmische Commercialbahnen (BCB)
- Lokalbahn Cilli–Wöllan
- Erste Ungarisch-Galizische Eisenbahn (EUGE)
- K.k. priv. Lemberg–Czernowitz–Jassy-Eisenbahn-Gesellschaft (LCJE)
- Mühlkreisbahn-Gesellschaft
- Unterkrainer Bahnen
- Ungarische Westbahn (UWB)

## Auf Rechnung derCommission für Verkehrsanlagen in Wien
- Wiener Stadtbahn

## Lokalbahnen, bei denen die Staatsverwaltung die Aufsicht des Betriebes führte
- Murtalbahn Unzmarkt–Mauterndorf (Schmalspur 760 mm)

## Auf Rechnung der Eigentümer vom Staat betriebene Eisenbahnen
Die Liste beinhaltet auch die 1917 im Besitz der Eisenbahnen befindlichen Lokomotiven, Tender, Wasserwagen und Triebwagen.

### Dampflokomotiven
- Lokalbahn Absdorf–Stockerau

| - 97.235–236 |

- Lokalbahn Beneschau–Wlaschim–Unter Kralowitz

| - 97.84–85, 214–215 |

- Lokalbahn Böhmisch Leipa–Steinschönau

| - 162.06, 09, 45 |

- Lokalbahn Borki Wielkie–Grzymałów

| - 97.106–107, 254 |

- k.k. priv. Bozen–Meraner Bahn

| - 294.04–10, 13 | - 199.01–02, 19 |  |  |

- Lokalbahn Brandeis an der Elbe–Neratowitz

| - 478.20–21 |

- Bregenzerwaldbahn (Schmalspur 760 mm)

| - U.24-27, 36 |

- Brüx-Lobositzer Verbindungsbahn

| - 178.54–55 | - 97.133–134 |  |  |

- Bukowinaer Lokalbahnen (BLB)

| - 59.20–21, 80, 176-178 - 164.01 | - 264.01–03 - 364.01–04 | - 464.01–03 | - 94.31–33, 51–53 |

- Lokalbahn Častolowitz–Reichenau an der Kněžna–Solnitz (Kwasnay)

| - 162.14–15 |

- Lokalbahn Čerčan–Modřan–Dobříš

| - 97.110–111, 164–165, 216 |

- Eisenbahn Chabówka–Zakopane

| - 178.11–13, 149 | - 97.231–232 |  |  |

- Lokalbahn Chlumetz–Königstadtl

| - 97.203–204 |

- Lokalbahn Chrudim–Holitz

| - 178.104–105 | - 97.166–169 |  |  |

- Lokalbahn Czudin–Koszczuja (Schmalspur 760 mm)

| - Cv.1–2 |

- Lokalbahn Daudleb–Rokitnitz

| - 97.195–196 |

- Lokalbahn Delatyn–Kolomea–Stefanówka

| - 59.128–133 |

- Lokalbahn Deutschbrod–Tischnowitz

| - 178.76–77 | - 97.149–151, 237–239 |  |  |

- Aktiengesellschaft der Lokalbahn Dolina–Wygoda

| - 178.89 |

- Lokalbahn Drohobycz–Truskowiec

| - 178.137–138 |

- Lokalbahn Fehring–Fürstenfeld

| - 96.01 |

- Lokalbahn Freiland–Türnitz

| - 199.07 |

- K.k. priv. Friauler Eisenbahn-Gesellschaft

| - 97.69–71 | - 199.08, 17 |  |  |

- Lokalbahn Fürstenfeld–Hartberg-Neudau

| - 97.240 | - 199.20 |  |  |

- Gailtalbahn Arnoldstein–Hermagor

| - 97.72–73 |

- Lokalbahn Gleisdorf–Weiz

| - 96.03–04 |

- Lokalbahn Göpfritz–Raabs

| - 56.151 |

- Lokalbahn Großpriesen–Wernstadt–Auscha

| - 162.01–04 |

- Gurktalbahn (Schmalspur 760 mm)

| - T.01–03 |

- Lokalbahn Hannsdorf–Mährisch Altstadt

| - 97.241 |

- Lokalbahn Hartberg–Friedberg

| - 178.112 | - 199.10–16 |  |  |

- Lokalbahn Hinter Třeban–Lochowitz

| - 97.192–193 |

- Lokalbahn Jičín–Rowensko–Turnau

| - 97.217–218, 248 |

- Kaadner Lokalbahnen

| - 97.127, 223, 226–227 |

- Eisenbahn Karlsbad–Johanngeorgenstadt

| - 178.01–04 | - 97.146–148, 154–155 |  |  |

- Lokalbahn Karlsbad–(Dallwitz)–Merkelsgrün

| - 99.67–68 |

- Lokalbahn Kolin–Čerčan–Kácow

| - 178.40–42, 62 | - 97.188–189, 197 |  |  |

- Kolomeaer Lokalbahnen

| - 98.02–03 | - 299.01–02 |  |  |

- Lokalbahn Krainburg–Neumarktl

| - 86.02–03 |

- Lokalbahn Krakau–Kocmyrzów

| - 97.170–171 |

- Lokalbahn Lambach–Haag am Hausruck

| - 97.201–202 |

- Lokalbahn Laun–Libochowitz

| - 97.205–206 |

- Lokalbahn Lemberg (Kleparów)–Jaworów

| - 394.41–43 |

- Lokalbahn Lemberg–Podhajce

| - 178.64–74 |

- Lokalbahn Lemberg–Stojanów

| - 178.90–95 |

- Lokalbahn Libochowitz–Jenschowitz

| - 178.49–50 |

- Kleinbahn Łupków–Cisna (Schmalspur 760 mm)

| - U.17–19 |

- Lokalbahn Lundenburg–Eisgrub (im Eigentum der Brünner Local-Eisenbahn-Gesellschaft)

| - 197.38–39 |

- Lokalbahn Mährisch Budwitz–Jamnitz

| - 97.96–97 |

- Lokalbahn Mährisch Ostrau–Dombrauer Montanbahn

| - 43.02–04 | - 67.01–04 | - 167.01–02 |  |

- Mährische Westbahn (Proßnitz–Trübau)

| - 92.10–16 |

- Eisenbahn Marienbad–Karlsbad

| - 60.518–521 | - 99.10–16 |  |  |

- Lokalbahn Mauthausen–Grein

| - 97.152–153 | - 199.04–06, 18 |  |  |

- Lokalbahn Melnik–Mscheno

| - 262.01–03 |

- Murtalbahn Unzmarkt–Mauterndorf (Schmalspur 760 mm)

| - U.7–11, 42–43 |

- Lokalbahn Muszyna–Krynica

| - 178.111 | - 97.255 |  |  |

- Lokalbahn Mutenitz–Gaya (im Eigentum der Brünner Local-Eisenbahn-Gesellschaft)

| - 197.34–35 |

- Lokalbahn Nemotitz–Koritschan

| - 462.01 |

- Netolitzer Lokalbahn

Die 97.83 wurde je zur Hälfte von der Netolitzer Lokalbahn und der Lokalbahn Wodňan–Moldauthein beschafft.
| - 97.82–83 |

- Neue Bukowinaer Lokalbahn-Gesellschaft (teilweise Schmalspur 760 mm)

| - 178.15–17, 45 - 278.01–02 | - 94.35–36 | - 97.92–93, 102–103, 118–125, 157 | - Cv.3–4 |

- Schmalspurbahn Jindřichův Hradec–Nová Bystřice (Schmalspur 760 mm)

| - U.1–3 |

- Schmalspurbahn Jindřichův Hradec–Obrataň (Schmalspur 760 mm)

| - U.33–34, 41 |

- Lokalbahn Neuhof–Weseritz

| - 97.190–91 |

- Nordböhmische Industriebahn (Nixdorf–Rumburg, Herrnwalde–Schönlinde)

| - 97.220–222 |

- Ostgalizische Lokalbahnen

| - 59.66–69, 96–97, 102–105 | - 174.522–523 |  |  |

- Lokalbahn Otrokowitz–Zlin–Wisowitz

| - 197.32–33 |

- Lokalbahn Petersdorf–Winkelsdorf

| - 97.233–234 |

- Lokalbahn Piła–Jaworzno

| - 178.51–52, 110, 175–176 |

- Lokalbahn Plan–Tachau

| - 97.76–77 |

- Lokalbahn Polna-Stecken–Polna Stadt

| - 96.05–06 |

- Lokalbahngesellschaft Potscherad–Wurzmes

| - 73.67–68 |

- Lokalbahn Przeworsk–Dynów (Schmalspur 760 mm)

| - Uv.1–4 |

- Eisenbahn Rakonitz–Laun

| - 180.92–94 |

- Lokalbahn Rakonitz–Mlatz

| - 97.130–132 |

- Lokalbahn Rakonitz–Petschau–Buchau

| - 59.109–110 | - 97.94–95, 135–136, 145, 194, 225 |  |  |

- Lokalbahn Raudnitz–Hospozín

| - 178.56–57 |

- Reichenberg-Gablonz-Tannwalder Eisenbahn

| - 162.24–30, 50–52 - 169.51–52 | - 78.10–11 | - 178.173–174 | - 293.20–21 |

- Lokalbahn Saitz–Czeicz–Göding

| - 564.01–03 | - 97.253 |  |  |

- Lokalbahn Schlackenwerth–Joachimsthal

| - 99.05–06 |

- Schönbrunn-Witkowitz–Königsberg in Schlesien

| - 493.01–02 |

- Schönbrunn-Witkowitz–Teschen (Freistadt)

| - 178.115–116, 161–162 |

- Eisenbahn Schönwehr–Elbogen

| - 99.38–39 |

- Lokalbahn Schwarzenau–Zwettl

| - 4.74 | - 97.90–91, 244 | - 99.03 |  |

- Lokalbahn Schweißing–Haid

| - 97.229–230 |

- Lokalbahn Sedletz–Kuttenberg–Zruč

| - 178.114 | - 97.224, 242 | - 99.69 |  |

- Skalitz-Boskowitz–Großopatowitzer Lokalbahn

| - 178.61 |

- Lokalbahn Stankau–Bischofteinitz–Ronsperg

| - 97.186–187 |

- Lokalbahn Starkenbach–Rochlitz

| - 162.21–23 |

- Lokalbahn Strakonitz–Blatná–Březnitz mit Abzweigungen

| - 178.141 | - 97.140–144 |  |  |

- Lokalbahn Stramberg–Wernsdorf

| - 162.41–42 |

- Lokalbahn Sudoměř-Skalsko–Alt Paka

| - 178.43–44 | - 99.57–60 |  |  |

- Lokalbahn Swětla–Ledeč–Kácow

| - 97.228 |

- Lokalbahn Tarnopol–Zbaraż

| - 278.03 | - 97.172–173 |  |  |

- Lokalbahn Tarnów–Szczucin

| - 97.245–247 |

- Lokalbahn Taus–Tachau

| - 178.106–109, 113 |

- Lokalbahn Tirschnitz–Wildstein–Schönbach

| - 178.53 | - 97.184–185 |  |  |

- Lokalbahn Triest–Parenzo (Schmalspur 760 mm)

| - P.1–3 | - U.20–23, 39 |  |  |

- Lokalbahn Troppau–Grätz

| - 197.42–43 |

- Lokalbahn Trzebinia–Skawce

| - 59.121–124 | - 174.19–20 |  |  |

- K.k. priv. Valsugana-Eisenbahn-Gesellschaft

| - 229.103–105 | - 56.145–150 |  |  |

- Vereinigte Böhmerwald-Lokalbahnen (vorm. Lokalbahn Wodňan–Prachatitz)

| - 178.75, 88 | - 97.62–64, 174–175 |  |  |

- Vereinigte Böhmerwald-Lokalbahnen (vorm. Lokalbahn Strakonitz–Winterberg)

| - 97.66–68, 176–178 |

- Vinschgaubahn

| - 178.32–35, 38–39 |

- Lokalbahn Weiz–Birkfeld (Schmalspur 760 mm)

| - U.37–38, 40 |

- Lokalbahn Wekelsdorf–Parschnitz–Trautenau

| - 178.58–60, 87 |

- Wippachtalbahn

| - 97.207–208 |

- Lokalbahn Wodňan–Moldauthein

Die 97.83 wurde je zur Hälfte von der Netolitzer Lokalbahn und der Lokalbahn Wodňan–Moldauthein beschafft.
| - 97.83, 126 |

- Lokalbahn Wolframs–Teltsch–Zlabings

| - 97.128–129, 219 |

- Lokalbahn Wotic–Selčan

| - 97.74–75 |

- Lokalbahn Wsetin–Groß-Karlowitz

| - 97.251–252 |

- Ybbstalbahn (Schmalspur 760 mm)

| - U.4–6 | - Yv.1–3 |  |  |

- Lokalbahn Zeltweg–Fohnsdorf

| - 178.177 |

- Eisenbahnen Zeltweg–Wolfsberg und Unterdrauburg–Wöllan

| - 60.77–82 |

- Lokalbahn Zwittau–Polička

| - 97.86–87, 101, 112 |

### Elektrische Lokomotiven
- Lokalbahn Lana-Burgstall–Oberlana

| - 1084.001–002 |

- Mittenwaldbahn

| - 1060.001–009 |

- Hohenfurther Elektrische Lokalbahn (Zartlesdorf–Hohenfurth–Lippnerschwebe)

| - 1083.001 |

### Tender
- Bukowinaer Lokalbahnen (BLB)

| - 36.521–522, 654 | - 66.235–237 |  |  |

- Lokalbahn Deljatyn–Kolomea–Stefanówka

| - 66.143–148 |

- Lokalbahn Göpfritz–Groß Siegharts–Raabs

| - 36.540 |

- Lokalbahn Mährisch Ostrau–Dombrauer Montanbahn

| - 43.02–04 |

- Mährische Westbahn (Proßnitz–Trübau)

| - 3.10–16 |

- Eisenbahn Marienbad–Karlsbad

| - 76.481–484 |

- Ostgalizische Lokalbahnen

| - 36.620–623 | - 156.213–214 | - 66.47–48, 50–53 |  |

- Lokalbahngesellschaft Potscherad–Wurzmes

| - 36.130–131 |

- Eisenbahn Rakonitz–Laun

| - 76.275–277 |

- Lokalbahn Rakonitz–Petschau–Buchau

| - 66.79–80 |

- Lokalbahn Trzebinia–Skawce

| - 156.639–640 | - 66.116–117, 139–140 |  |  |

- K.k. priv. Valsugana-Eisenbahn-Gesellschaft

| - 36.541–542, 550–552, 588 |

- Eisenbahnen Zeltweg–Wolfsberg und Unterdrauburg–Wöllan

| - 76.85–90 |

### Wasserwagen
- Lokalbahn Triest–Parenzo (Schmalspur 760 mm)

| - 0/s.02–03 | - 0/s.101–103 |  |  |

- Lokalbahn Zwittau–Polička

| - 0.500 |

### Triebwagen
- Lokalbahn Lana-Burgstall–Oberlana

| - 23.001–003 |

- Lokalbahn Laun–Libochowitz

| - 1.001 |

- Aktiengesellschaft der Montafonerbahn (Bludenz–Schruns)

| - 20.001–002 |

- Lokalbahn Opočno–Dobruschka

| - 1.002 |

- Lokalbahn Saitz–Czeicz–Göding

| - 1.301–302 |

- Lokalbahn Swětla–Ledeč–Kácow

| - 1.401 |

- Lokalbahn Tábor–Bechin

| - 40.001–004 |

- Lokalbahn Trient–Malè (Nonstalbahn) (Schmalspur 760 mm)

| - 41/s.001–012 | - 42/s.001–002 |  |  |

- Hohenfurther Elektrische Lokalbahn (Zartlesdorf–Hohenfurth–Lippnerschwebe)

| - 22.001–003 |